# Chikkakannalli, Bangalore South
Chikkakannalli là một làng thuộc tehsil Bangalore South, huyện Bangalore Urban, bang Karnataka, Ấn Độ.